# Francesco V Ordelaffi
Francesco V Ordelaffi (1461 - 1488) est un noble italien qui vécut au XVe siècle appartenant à la famille des Ordelaffi de la ville de Forlì.

## Biographie
Fils de Francesco IV Ordelaffi, Francesco V contesta son cousin Sinibaldo II Ordelaffi quand celui-ci accèda à la seigneurie de Forlì et tenta en vain de lui succéder à la mort de celui-ci en 1480.
Les Ordelaffi perdirent alors la seigneurie de la ville de Forlì qui passa sous le contrôle des États pontificaux quand le pape Sixte IV en prit possession pour son neveu Girolamo Riario.

## Sources
- (ca) Cet article est partiellement ou en totalité issu de l’article de Wikipédia en catalan intitulé « Francesc V Ordelaffi » (voir la liste des auteurs).